# Općinska B nogometna liga Daruvar 1985./86.
Općinska B nogometna liga Daruvar je bila liga sedmog stupnja nogometnog prvenstva Jugoslavije u sezoni 1985./86., te drugi stupanj "Općinske lige Daruvar". 
 
Sudjelovalo je ukupno 8 klubova, a prvak je bio klub "Sokol" iz Soklolovca.  

## Sustav natjecanja
7 klubova je igralo dvokružnu ligu (14 kola, 12 utakmica po klubu). 
 
Kako je nakon prvog dijela odustao klub "Partizan" Veliki Bastaji, njega je u drugom dijelu zamijenio "Jedinstvo" - Miokovićevo, koji je igrao van konkurencije. 

## Ljestvica
| mj. | klub                       | ut.                     | pob                     | ner                     | por                     | gol+                    | gol-                    | bod                     |
| --- | -------------------------- | ----------------------- | ----------------------- | ----------------------- | ----------------------- | ----------------------- | ----------------------- | ----------------------- |
| 1.  | Sokol Sokolovac            | 11                      | 8                       | 2                       | 1                       | 36                      | 14                      | 18                      |
| 2.  | Primjer Miljanovac         | 11                      | 7                       | 0                       | 4                       | 50                      | 24                      | 14                      |
| 3.  | Polet Uljanik              | 11                      | 6                       | 2                       | 3                       | 42                      | 25                      | 14                      |
| 4.  | Mlinar Gornji Sređani      | 11                      | 4                       | 3                       | 4                       | 27                      | 24                      | 11                      |
| 5.  | Imsovac                    | 11                      | 3                       | 4                       | 4                       | 35                      | 33                      | 10                      |
| 6.  | Naša krila Mala Maslenjača | 11                      | 2                       | 1                       | 8                       | 9                       | 43                      | 5                       |
|     | Jedinstvo Miokovićevo      | igrali van konkurencije | igrali van konkurencije | igrali van konkurencije | igrali van konkurencije | igrali van konkurencije | igrali van konkurencije | igrali van konkurencije |
|     | Partizan Veliki Bastaji    | 6                       | 0                       | 0                       | 6                       | 10                      | 43                      |                         |

- "Jedinstvo" Miokovićevo – u drugom dijelu igrali van konkurencije kao zamjena za "Partizan", u prvom dijelu oddustali od "Općinske A lige
- "Partizan" Veliki Bastaji – odustali nakon završetka prvog dijela (7. kolo)
- Mala Maslenjača – tada samostalno naselje, od 2001. dio naselja Maslenjača
- Miokovićevo – tadašnji naziv za Đulovac

## Rezultatska križaljka
| kratica | klub                       | IMS | MLI | NAŠK | POL | PRI | SOK | JED | PAR |
| --- | -------------------------- | --- | --- | ---- | --- | --- | --- | --- | --- |
| IMS | Imsovac                    |     |     |      |     |     |     |     |     |
| MLI | Mlinar Gornji Sređani      |     |     |      |     |     |     |     |     |
| NAŠK | Naša krila Mala Maslenjača |     |     |      |     |     |     |     |     |
| POL | Polet Uljanik              |     |     |      |     |     |     |     |     |
| PRI | Primjer Miljanovac         |     |     |      |     |     |     |     |     |
| SOK | Sokol Sokolovac            |     |     |      |     |     |     |     |     |
| JED | Jedinstvo Miokovićevo      |     |     |      |     |     |     |     |     |
| PAR | Partizan Veliki Bastaji    |     |     |      |     |     |     |     |     |
| |                            |     |     |      |     |     |     |     |     |
| podebljan rezultat - utakmice od 1. do 7. kola (1. utakmica između klubova) rezultat normalne debljine - utakmice od 8. do 14. kola (2. utakmica između klubova) rezultat nakošen - nije vidljiv redoslijed odigravanja međusobnih utakmica iz dostupnih izvora rezultat smanjen * - iz dostupnih izvora nije uočljiv domaćin susreta prekrižen rezultat - poništena ili brisana utakmica p - utakmica prekinuta 3:0 p.f. / 0:3 p.f. - rezultat 3:0 bez borbe n.i. - nije igrano |                            |     |     |      |     |     |     |     |     |

 Izvori: